# Sami Yli-Sirniö
Sami Pekka Olavi Yli-Sirniö (Helsinki, Finska, 10. travnja 1972.) finski je glazbenik i gitarist. 
Yli-Sirniö svira sa sastavima Barren Earth i Waltari. Također je gitarist njemačkog thrash metal-sastava Kreator. Trenutačno živi u Njemačkoj. Gostovao je na albumu A Deeper Kind of Slumber švedskog gothic metal-sastava Tiamat i Reign of Light švicarskog industrial metal-sastava Samael.

## Diskografija
Kreator
- Violent Revolution (2001.)
- Enemy of God (2005.)
- Hordes of Chaos (2009.)
- Phantom Antichrist (2012.)
- Gods of Violence (2017.)
- Hate über alles (2022.)

Barren Earth
- Curse of the Red River (2010.)
- The Devil's Resolve (2012.)
- On Lonely Towers (2015.)
- A Complex of Cages (2018.)

Waltari
- Monk-Punk (1991.)
- Torcha! (1992.)
- So Fine! (1994.)
- Big Bang (1995.)
- Rare Spieces (2004.)
- Blood Sample (2005.)
- Release Date (2007.)
- Below Zero (2009.)
- Covers All! - 25th Anniversary Album (2011.)
- You Are Waltari (2015.)
- Global Rock (2020.)

Kao gost
- Tiamat – A Deeper Kind of Slumber (1997.)
- Samael – Reign of Light (2004.)
- Samael – Solar Soul (2007.)
- Nightwish – Once (2004.)